# Dolní Přím
Dolní Přím – czeska wieś na zachód od Hradca Králové, w tzw. Tablicy Chlumeckiej.

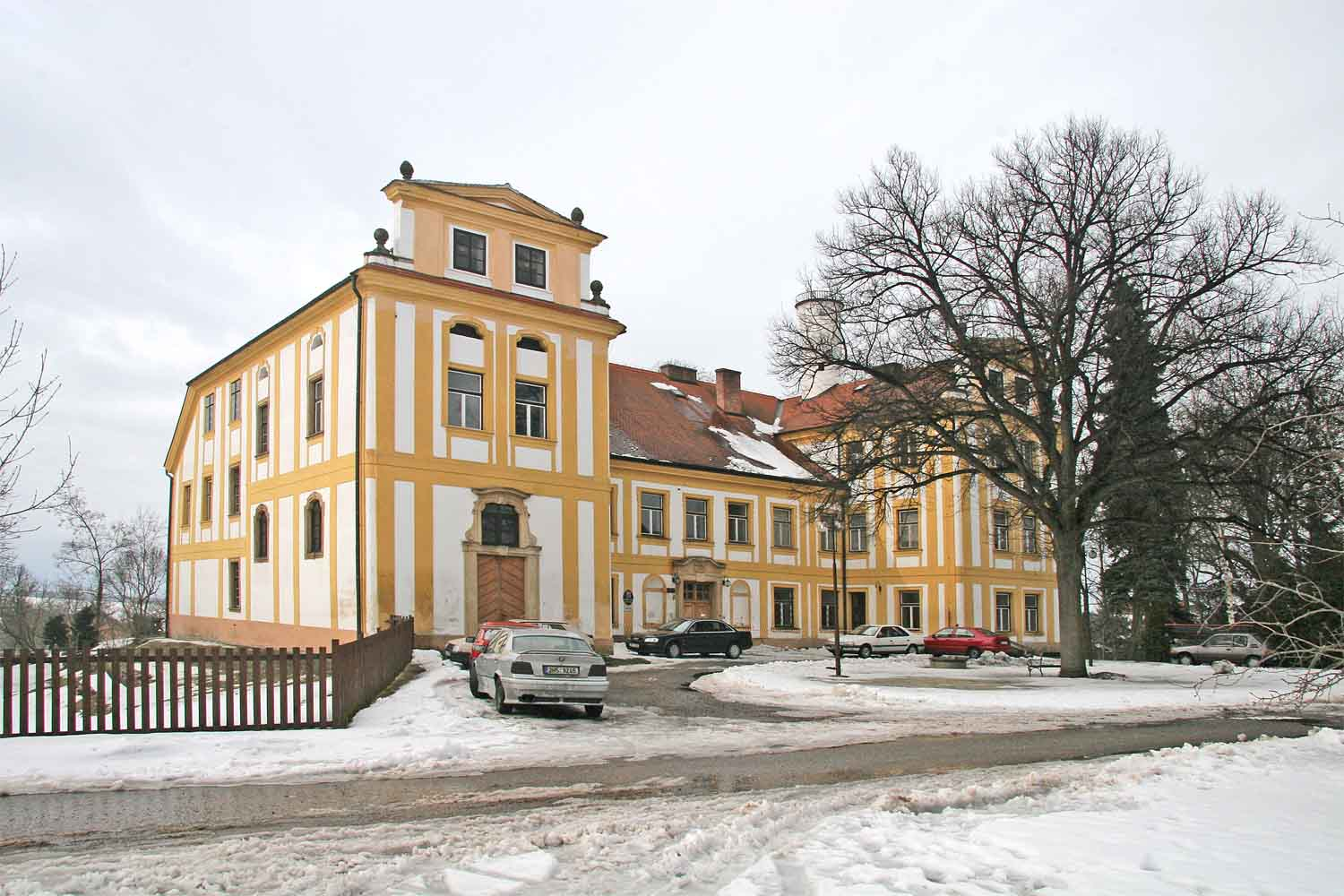
Zamek

## Historia
W czasach historycznych istniała miejscowość Přín i dzieliła się na Nižší i Vyšší. Pierwsza wzmianka pisemna pochodzi z 1378 r. Pewne jednak jest to, że ludzie osiedlili się tu na stałe o wiele wcześniej. Pierwszym udokumentowanym właścicielem był Pešík Přín z Přína. W latach 1542–1547 wieś była majątkiem miasta Hradec Králové. Wojna trzydziestoletnia spowodowała zniszczenia. 1879-1945 zamek w majątku rodu von Harrach. W 1866 roku, w czasie trwania wojny austriacko-pruskiej, we wsi mieścił się lazaret. W 1994 spłonął pałac.

## Zabytki
- Pałac barokowy z 1681 r. na miejscu byłej twierdzy
- Kościół w Probluzi z lat 1690-92